# 咸平府
咸平府，中国古代的府。
金朝天德二年（1150年）升咸州为咸平府，府治所在咸平县（大定七年改为平郭县，今辽宁省开原市），相当于今开原、铁岭、昌图等地。金朝末年，耶律留哥、蒲鲜万奴在此起兵。元朝为开元路的治所。元朝至正二年（1342年），降为咸平县，明朝改为开原城。

## 长官
咸平府尹兼本路兵马都总管
- 完顏晏（1150年）
- 李德固（1151年—1152年）
- 仆散浑坦（1156年—1160年）
- 完颜宗叙（1161年）
- 吾札忽（1162年）
- 完颜兀带（1162年）
- 耨盌溫敦兀帶（1163年）
- 徒单贞（1166年—1169年）
- 石抹没阿剌（1170年—1171年）
- 移剌子敬（1177年—1178年）
- 移剌道（1183年—1184年）
- 完颜宗宁（1187年—1189年）
- 张大节（1191年）
- 蒲察守纯（1194年—1196年）
- 完颜承晖（1197年—1198年）
- 徒单鎰（1204年—1205年）
- 完颜胡沙（1211年）
- 完颜承裕（1213年）
- 蒲鲜万奴（1214年—1215年）